# Robert Stachurski
Robert Stachurski (ur. 16 października 1970 w Pińczowie) – polski piłkarz grający na pozycji pomocnika.

## Kariera
Karierę piłkarską Stachurski rozpoczął w klubie Nida Pińczów. W 1988 roku przeszedł do drugoligowego Zagłębia Sosnowiec. W sezonie 1988/1989 awansował z Zagłębiem do pierwszej ligi. W Zagłębiu grał do końca sezonu 1990/1991.
Latem 1991 roku Stachurski przeszedł z Zagłębia Sosnowiec do Zagłębia Lubin. Występował w nim przez trzy sezony. W 1994 roku został wypożyczony do Lecha Poznań.
W 1995 roku Stachurski wyjechał do Niemiec i grał tam w zespole SC Verl. W 1997 roku wrócił do Polski i w rundzie jesiennej sezonu 1997/1998 występował w Ruchu Chorzów. Następnie w swojej karierze był zawodnikiem takich klubów jak: Tasmania 1973 Neukölln, Polar Wrocław, Miedź Legnica, FSV Optik Rathenow, ponownie Miedź Legnica i Zagłębie Sosnowiec oraz Włókniarz Mirsk. Karierę zakończył w 2003 roku.
Ogółem w polskiej ekstraklasie Stachurski rozegrał 140 meczów i strzelił 13 goli.